# 2007年希拉爆炸案
2007 年希拉爆炸案是于2007年3月6日在伊拉克希拉发生的自杀式炸弹袭击，造成200人死亡 ，其中大部分是正在朝圣的什叶派穆斯林。两名袭击者身着爆炸背心，混入了参加传统宗教节日的人群中，进行袭击。因有200人丧生，这次袭击也成为伊拉克特别血腥的几次袭击之一。